# Герб Брянської області

Герб Брянської області

Герб Бря́нської о́бласті був затверджений Брянською обласною думою 5 листопада 1998 року Законом Брянської області «Про символи Брянської області».

## Опис
Герб Брянської області — французький щит синього кольору. Синій колір щита прийнятий у геральдиці колір слов'янської «єдності», символізує приналежність області до слов'янства.
У нижній частині шита з однієї крапки розходяться три золотих промені, що ділять щит на три частини, кожна з яких є символом єдності слов'янських держав: Росії, Білорусі та України. Цей же елемент несе й друге значеннєве навантаження — історичне геополітичне положення Брянщини на сходження границь трьох слов'янських держав.
У верхній частині щита розташоване стилізоване зображення золотий їли із триярусною кроною як добре пізнаваний — символ Брянського лісу. На тлі центральної частини зображений герб міста Брянська, яке несе багатогранне символічне навантаження. Брянськ — стольне місто області.
Символіка історичного герба Брянська — відбиває й характерні риси області і її жителів: індустріальну міць і патріотизм.
Герб облямований дубовим вінком, що визначають статус області як суб'єкта Російської Федерації, наділеного правами державної влади. Вінок переплетений орденськими стрічками: права сторона переплетена стрічкою ордена Леніна, яким Брянщина нагороджена в 1967 році, ліва сторона — стрічкою медалі «Партизан Великої Вітчизняної війни».
У розриві дубового вінка над центром гербового щита зображений серп і молот, що символізує не тільки нерушимий союз робітників і селян, але й те, що Брянська область є територіальним новотвором, створеним при Радянській владі.

## Неофіційний герб Брянщини

Неофіційний герб Брянщини

Після вбивства у 1246 році в Золотій Орді чернігівського князя Михайла Святого, центр політичного життя Чернігівського князівства перемістився на деякий період на північ, до Брянська, подалі від татарських набігів. Символом місцевих чернігівських князів став так званий «розквітлий тризуб», або «тризуб розквітлий хрест» — тризуб з елементами рослинного декору. В наш час «розквітлий тризуб» можна побачити на неофіційному гербі Брянської області, відомому з 1998 року.